# IC 5083
IC 5083 — галактика типу E (еліптична галактика) у сузір'ї Малий Кінь.
Цей об'єкт міститься в оригінальній редакції індексного каталогу.